# Salwan Abbood
Salwan Jassim Abbood (* 26. September 1991) ein irakischer Gewichtheber, der am 105-kg-Wettbewerb teilgenommen und den Irak bei internationalen Wettbewerben vertreten hat.

## Karriere
Er nahm schon als 18-Jähriger an den Weltmeisterschaften 2009 in Goyang teil und belegte in der Klasse bis 94 kg den 20. Platz. 2010 gewann er bei den Junioren-Asienmeisterschaften die Goldmedaille. 2011 wurde er allerdings bei einer Dopingkontrolle positiv auf Stanozolol getestet und vom Weltverband IWF für zwei Jahre gesperrt. Nach seiner Sperre erreichte Abbood bei den Asienspielen 2014 in Incheon den vierten Platz in der Klasse bis 105 kg.  Bei den Olympischen Sommerspielen 2016 belegte er in der 105-kg-Klasse der Männer den 9. Platz.

## Belege
1. ↑  ABBOOD Salwan Jasim Abbood - Olympic Weightlifting | Iraq. 26. August 2016, archiviert vom Original (nicht mehr online verfügbar) am 26. August 2016; abgerufen am 21. Januar 2021.  Info: Der Archivlink wurde automatisch eingesetzt und noch nicht geprüft. Bitte prüfe Original- und Archivlink gemäß Anleitung und entferne dann diesen Hinweis.
2. ↑  Men's 105kg. 22. September 2016, archiviert vom Original (nicht mehr online verfügbar) am 22. September 2016; abgerufen am 21. Januar 2021.  Info: Der Archivlink wurde automatisch eingesetzt und noch nicht geprüft. Bitte prüfe Original- und Archivlink gemäß Anleitung und entferne dann diesen Hinweis.
3. ↑  Sanctioned Athletes / Athlete Support Personnel. In: International Weightlifting Federation. Abgerufen am 21. Januar 2021 (amerikanisches Englisch).

| Personendaten    | Personendaten           |
| ---------------- | ----------------------- |
| NAME             | Abbood, Salwan          |
| ALTERNATIVNAMEN  | Abbood, Salwan Jassim   |
| KURZBESCHREIBUNG | irakischer Gewichtheber |
| GEBURTSDATUM     | 26. September 1991      |